# Lichtenberg (Bas-Rhin)
Lichtenberg település Franciaországban, Bas-Rhin megyében. Lakosainak száma 531 fő (2022. január 1.). Lichtenberg Baerenthal, Ingwiller, Offwiller, Reipertswiller, Rothbach és Wimmenau községekkel határos.

## Népesség
A település népességének változása:
| Lakosok száma | 559  | 565  | 557  | 553  | 550  | 547  | 539  | 531  |
|               | 2013 | 2015 | 2017 | 2018 | 2019 | 2020 | 2021 | 2022 |